# 大不列顛王國
大不列顛王國（英語：Kingdom of Great Britain）簡稱大不列顛（英語：Great Britain）又譯為英國，曾經為英国歷史上的正式國名，位於西歐大不列颠岛及其附属岛屿，存在於1707年至1800年。是根據《1707年聯合法令》，由英格兰王国與苏格兰王国合併組成的單一王國。新的單一政府與單一議會設於伦敦的西敏宫，而自從1603年蘇格蘭國王詹姆斯六世成為英格蘭國王詹姆斯一世以來，這兩個王國就有共同的君主。《1800年联合法令》生效，大不列顛王國與愛爾蘭王國合併，組成大不列颠及爱尔兰联合王国。1922年爱尔兰自由邦独立，英国改名為「大不列顛及北愛爾蘭聯合王國」。

## 词源
这个名字源自英国大不列颠岛的拉丁名字 Britannia 或 Brittānia，英国人的土地通过古法语 Bretaigne（也就是现代法国布列塔尼）和中世纪英语 Bretayne, Breteyne。“Great Britain”一词首次正式使用是在1474年。
在“Britain”之前，“Great”一词的使用起源于法语，在“Britain”和“Brittany”中都使用“Bretagne”。因此，法语将两者区别开来，称英国为“la Grande Bretagne”，这一区别后来被译成了英语之后才有所体现。

## 君主列表
- 安妮女王（1702年至1707年聯合法令生效止在位为英格兰女王和苏格兰女王，此后直至1714年在位为大不列颠女王）
- 乔治一世（1714年－1727年在位）
- 乔治二世（1727年－1760年在位）
- 喬治三世（1760年至1800年联合法令生效止在位为大不列颠国王和爱尔兰国王，此后直至1820年在位为联合王国国王）

## 18世纪的英国
18世纪前的英格兰王国和1707年后的大不列颠，已经成为一个有着世界影响力的殖民大国，是法国在殖民竞争中的主要对手。1707年之后，英国的海外殖民地在美洲、非洲和印度迅速扩张，很快地便成为大英帝国经济和人口的中坚地区。

### 合并
使王国政治一体化是安妮女王的一个重要国策，这使得原两个王国的斯图亚特王朝成为大不列颠王国的第一个王朝。1706年，《聯合條約》在英格兰议会与苏格兰议会之间的谈判中顺利通过，接着两个议会分别通过法案来批准这个条约。该法案于1707年5月1日起生效，英格兰和苏格兰各自独立的议会由此合并，形成统一的大不列颠王国议会。安妮女王成为统一的大不列颠王国的第一任女王。苏格兰派出45名议员与所有的英格兰议员加入新的大不列颠议会。

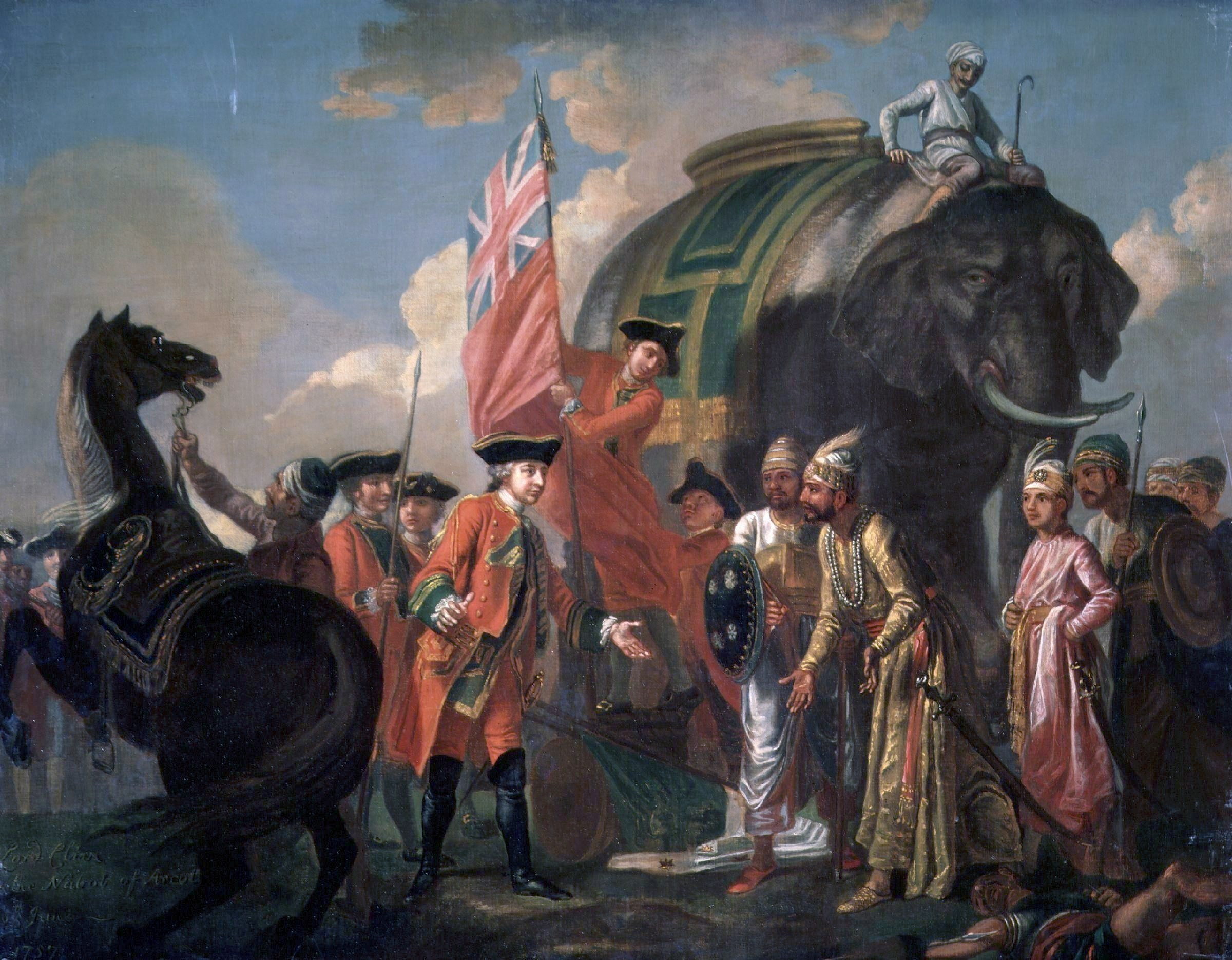
在普拉西战役后，罗伯特·克莱芙回见米尔·贾法尔，弗朗西斯·海曼绘 (1762)

### 大英第一帝國

#### 西班牙王位继承战争
1700年11月1日，西班牙哈布斯堡王朝的卡洛斯二世去世，在他的遗嘱中，他将西班牙國王的头衔留给法兰西国王的孙子，安茹公爵的费利佩五世，提出法国与西班牙及其殖民地统一的前景。这对于其它的欧洲列强来说是不可接受的，奥地利哈布斯堡王朝认为西班牙的王位应由同是哈布斯堡王室的奥地利大公查理六世继承，并因此积极寻找盟友以对法宣战。1701年，西班牙王位继承战争爆发，英格兰王国和葡萄牙及荷兰共和国站在神圣罗马帝国一边，共同对抗西班牙和法兰西王国。1707年，英格兰和苏格兰合并为大不列颠王国，且仍然留在战争之中。直到1714年，法国和西班牙战败并签订乌德勒支和约，腓力五世放弃他和他的后裔对法国王位的权利，西班牙在欧洲帝国的地位丧失。虽然西班牙仍保持其在美洲和菲律宾的大片殖民地，但这场战争不可逆转地大大削弱西班牙的国力。而新的大英帝国在1707年之后一直在扩展其领地，英国从法国手中夺得纽芬兰和阿卡迪亚，并从西班牙的手中夺得直布罗陀和梅诺卡岛。直布罗陀因此成为英国一个重要的海军基地并持续至今，使英国控制地中海与大西洋之间的重要水道直布罗陀海峡。

#### 七年战争
1756年开始的七年战争是历史以来首个波及到全球范围的战争，英国在欧洲、印度、北美洲、加勒比海地区、菲律宾群岛及非洲沿岸地区均发生战斗。1763年，法国再次战败，其签订的巴黎和约是英国迈向大英帝国的一个重要标志。在合约中，法国在北美的大片领地新法兰西被割让予英国，其中包括相当多的讲法语的人聚集的地区，西班牙割让佛罗里达予英国；而在印度，法国被迫从中撤出，只保留5个飞地市镇。英国也因此在殖民争夺之中战胜法国，成为世界上占霸主地位的殖民势力。